# Первое правительство Бриана
Первое правительство Бриа́на — кабинет министров, правивший Францией с 24 июля 1909 года по 3 ноября 1910 года, в период Третьей французской республики, в следующем составе:
- Аристид Бриан — председатель Совета министров и министр внутренних дел и культов;
- Стефан Пишон — министр иностранных дел;
- Жан Брюн — военный министр;
- Жорж Кошери — министр финансов;
- Рене Вивиани — министр труда и условий социального обеспечения;
- Луи Барту — министр юстиции;
- Огюст Буе де Лапейрер — морской министр;
- Гастон Думерг — министр общественного развития и искусств;
- Жозеф Руау — министр сельского хозяйства;
- Жорж Труйо — министр колоний;
- Александр Мильеран — министр общественных работ, почт и телеграфов;
- Жан Дюпюи — министр торговли и промышленности.